# Tempio del loto
Il tempio del loto (in inglese Lotus Temple) è un tempio bahai situato a Delhi.
L'edificio è stato progettato da Fariborz Sahba, architetto irano-canadese.
Il tempio, completato nel 1986, ha l'aspetto del bocciolo di un fiore di loto formato da ventisette "petali" marmorei, poggianti su nove aperture.
Il tempio ha ricevuto numerosi riconoscimenti architettonici.